# Liste der Bodendenkmale in Scharbeutz
In der Liste der Bodendenkmale in Scharbeutz sind die Bodendenkmale der Gemeinde Scharbeutz nach dem Stand der Bodendenkmalliste des Archäologischen Landesamts Schleswig-Holstein von 2016 aufgelistet. Die Baudenkmale sind in der Liste der Kulturdenkmale in Scharbeutz aufgeführt.
| Denkmal-ID           | Befundart               | Bezeichnung                              | Zeitstellung                 | Lage | Bemerkungen | Bild |
| -------------------- | ----------------------- | ---------------------------------------- | ---------------------------- | ---- | ----------- | ---- |
| aKD-ALSH-Nr. 002 346 | Grabmal > Grabhügel     | Grabhügel „Klingsberg“                   | Vor- und/oder Frühgeschichte |      |             |      |
| aKD-ALSH-Nr. 002 347 | Grabmal > Grabhügel     | Grabhügel „Hans-Moor-Berg“               | Vor- und/oder Frühgeschichte |      |             |      |
| aKD-ALSH-Nr. 002 348 | Grabmal > Grabhügel     | Grabhügel „Rugenbarg“                    | Vor- und/oder Frühgeschichte |      |             |      |
| aKD-ALSH-Nr. 002 349 | Grabmal > Grabhügel     | Grabhügel                                | Vor- und/oder Frühgeschichte |      |             |      |
| aKD-ALSH-Nr. 002 350 | Grabmal > Grabhügel     | Grabhügel                                | Vor- und/oder Frühgeschichte |      |             |      |
| aKD-ALSH-Nr. 002 351 | Grabmal > Grabhügel     | Grabhügel                                | Vor- und/oder Frühgeschichte |      |             |      |
| aKD-ALSH-Nr. 002 352 | Grabmal > Grabhügel     | Grabhügel                                | Vor- und/oder Frühgeschichte |      |             |      |
| aKD-ALSH-Nr. 002 353 | Grabmal > Grabhügel     | Grabhügel                                | Vor- und/oder Frühgeschichte |      |             |      |
| aKD-ALSH-Nr. 002 354 | Grabmal > Grabhügel     | Grabhügel                                | Vor- und/oder Frühgeschichte |      |             |      |
| aKD-ALSH-Nr. 002 355 | Grabmal > Grabhügel     | Grabhügel                                | Vor- und/oder Frühgeschichte |      |             |      |
| aKD-ALSH-Nr. 002 356 | Grabmal > Grabhügel     | Grabhügel                                | Vor- und/oder Frühgeschichte |      |             |      |
| aKD-ALSH-Nr. 002 357 | Grabmal > Grabhügel     | Grabhügel                                | Vor- und/oder Frühgeschichte |      |             |      |
| aKD-ALSH-Nr. 002 358 | Grabmal > Grabhügel     | Grabhügel                                | Vor- und/oder Frühgeschichte |      |             |      |
| aKD-ALSH-Nr. 002 359 | Grabmal > Grabhügel     | Grabhügel                                | Vor- und/oder Frühgeschichte |      |             |      |
| aKD-ALSH-Nr. 002 360 | Grabmal > Grabhügel     | Grabhügel                                | Vor- und/oder Frühgeschichte |      |             |      |
| aKD-ALSH-Nr. 002 361 | Grabmal > Grabhügel     | Grabhügel                                | Vor- und/oder Frühgeschichte |      |             |      |
| aKD-ALSH-Nr. 002 362 | Grabmal > Grabhügel     | Grabhügel                                | Vor- und/oder Frühgeschichte |      |             |      |
| aKD-ALSH-Nr. 002 363 | Grabmal > Großsteingrab | Steinkammer                              | Neolithikum                  |      |             |      |
| aKD-ALSH-Nr. 002 364 | Grabmal > Grabhügel     | Grabhügel                                | Vor- und/oder Frühgeschichte |      |             |      |
| aKD-ALSH-Nr. 002 365 | Grabmal > Grabhügel     | Grabhügel                                | Vor- und/oder Frühgeschichte |      |             |      |
| aKD-ALSH-Nr. 002 366 | Grabmal > Grabhügel     | Grabhügel                                | Vor- und/oder Frühgeschichte |      |             |      |
| aKD-ALSH-Nr. 002 367 | Grabmal > Grabhügel     | Grabhügel                                | Vor- und/oder Frühgeschichte |      |             |      |
| aKD-ALSH-Nr. 002 368 | Grabmal > Grabhügel     | Grabhügel                                | Vor- und/oder Frühgeschichte |      |             |      |
| aKD-ALSH-Nr. 002 369 | Grabmal > Grabhügel     | Grabhügel                                | Vor- und/oder Frühgeschichte |      |             |      |
| aKD-ALSH-Nr. 002 370 | Grabmal > Grabhügel     | Grabhügel                                | Vor- und/oder Frühgeschichte |      |             |      |
| aKD-ALSH-Nr. 002 371 | Grabmal > Grabhügel     | Grabhügel                                | Vor- und/oder Frühgeschichte |      |             |      |
| aKD-ALSH-Nr. 002 372 | Grabmal > Grabhügel     | Grabhügel                                | Vor- und/oder Frühgeschichte |      |             |      |
| aKD-ALSH-Nr. 002 373 | Grabmal > Grabhügel     | Grabhügel                                | Vor- und/oder Frühgeschichte |      |             |      |
| aKD-ALSH-Nr. 002 374 | Grabmal > Grabhügel     | Grabhügel                                | Vor- und/oder Frühgeschichte |      |             |      |
| aKD-ALSH-Nr. 002 375 | Grabmal > Grabhügel     | Grabhügel                                | Vor- und/oder Frühgeschichte |      |             |      |
| aKD-ALSH-Nr. 002 376 | Grabmal > Großsteingrab | Steinkammer                              | Neolithikum                  |      |             |      |
| aKD-ALSH-Nr. 002 377 | Grabmal > Grabhügel     | Grabhügel                                | Vor- und/oder Frühgeschichte |      |             |      |
| aKD-ALSH-Nr. 002 378 | Altacker                | Altacker (celtic field)                  |                              |      |             |      |
| aKD-ALSH-Nr. 002 379 | Grabmal > Grabhügel     | Grabhügel                                | Vor- und/oder Frühgeschichte |      |             |      |
| aKD-ALSH-Nr. 002 380 | Altweg, Hafen           | Weg/Furt/Wasserstraße/Hafen              | Vor- und Frühgeschichte      |      |             |      |
| aKD-ALSH-Nr. 002 381 | Grabmal > Grabhügel     | Grabhügel                                | Vor- und/oder Frühgeschichte |      |             |      |
| aKD-ALSH-Nr. 002 382 | Grabmal > Grabhügel     | Grabhügel                                | Vor- und/oder Frühgeschichte |      |             |      |
| aKD-ALSH-Nr. 002 383 | Grabmal > Grabhügel     | Grabhügel                                | Vor- und/oder Frühgeschichte |      |             |      |
| aKD-ALSH-Nr. 002 384 | Grabmal > Grabhügel     | Grabhügel                                | Vor- und/oder Frühgeschichte |      |             |      |
| aKD-ALSH-Nr. 002 385 | Grabmal > Grabhügel     | Grabhügel                                | Vor- und/oder Frühgeschichte |      |             |      |
| aKD-ALSH-Nr. 002 386 | Altacker                | Altacker (celtic field)                  |                              |      |             |      |
| aKD-ALSH-Nr. 002 387 | Grabmal > Grabhügel     | Grabhügel                                | Vor- und/oder Frühgeschichte |      |             |      |
| aKD-ALSH-Nr. 002 388 | Grabmal > Grabhügel     | Grabhügel                                | Vor- und/oder Frühgeschichte |      |             |      |
| aKD-ALSH-Nr. 002 389 | besonderer Stein        | Inschriftenstein/Grenzstein/Schalenstein |                              |      |             |      |
| aKD-ALSH-Nr. 002 390 | besonderer Stein        | Inschriftenstein/Grenzstein/Schalenstein |                              |      |             |      |